# Barretos
Barretos város Brazíliában, São Paulo államban. Lakosainak száma 122 485 fő (2022). Barretos Colômbia, Colina, Morro Agudo, Jaborandi, São Paulo, Frutal, Guaíra, São Paulo, Guaraci, São Paulo, Olímpia és Severínia községekkel határos.

## Népesség
A település népességének változása:
| Lakosok száma | 103 913 | 112 101 | 119 243 | 122 833 | 123 546 | 122 485 |
|               | 2000    | 2010    | 2015    | 2020    | 2021    | 2022    |